# Палладийтантал
Палладийтантал — бинарное неорганическое соединение
палладия и тантала
с формулой TaPd,
кристаллы.

## Получение
- Сплавление стехиометрических количеств чистых веществ:

{\displaystyle {\mathsf {Pd+Ta\ {\xrightarrow {1410^{o}C}}\ TaPd}}}

## Физические свойства
Палладийтантал образует кристаллы нескольких модификаций:
- α-TaPd, тетрагональная сингония, пространственная группа P 4/mmm, параметры ячейки a = 0,3279 нм, c = 0,6036 нм, Z = 2, структура типа титанмеди CuTi, существует при температуре ниже 1410°С;
- β-TaPd, кубическая сингония, пространственная группа F m3m, параметры ячейки a = 0,4006 нм, Z = 2, существует в интервале температур 1550÷1720°С [1][2][3].

α-TaPd образуется по перитектической реакции при температуре 1410°С,
β-TaPd конгруэнтно плавится при температуре ≈2000°С
и эвтектоидно распадается при температуре ≈1550°С .